# Deens voetballer van het jaar

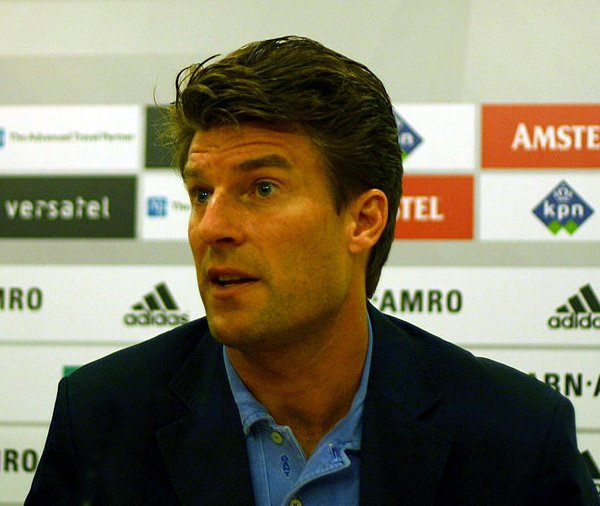
Michael Laudrup

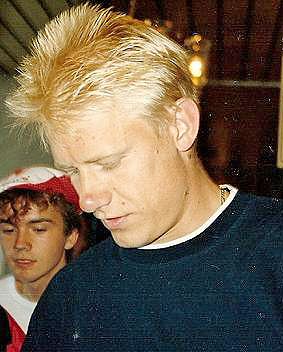
Peter Schmeichel

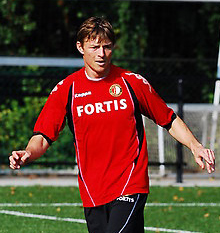
Jon Dahl Tomasson

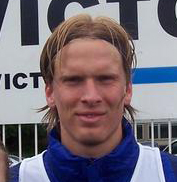
Christian Poulsen

De Deense voetballer van het jaar is een voetbalprijs die sinds 1961 elk jaar wordt uitgereikt aan de beste Deense voetballer. Brøndby is de club met de meeste (8x) spelers die deze prijs heeft gewonnen.

## Winnaars
| - 1961 Harald Nielsen, Frederikshavn/Bologna - 1963 Jens Petersen, Esbjerg - 1964 Ole Madsen, Hellerup IK - 1965 Kaj Poulsen, Vejle - 1966 Leif Nielsen, BK Frem - 1967 Johnny Hansen, Vejle - 1968 Henning Munk Jensen, Aalborg BK - 1969 Allan Michaelsen, B 1903 - 1970 Jan Larsen, AB - 1971 Birger Pedersen, Hvidovre - 1972 Per Røntved, Brønshøj - 1973 Hans Aabech, Hvidovre - 1974 Niels-Christian Holmstrøm, KB - 1975 Henning Munk Jensen (2), Aalborg BK - 1976 Flemming Ahlberg, BK Frem - 1977 Allan Hansen, Odense BK - 1978 Ole Kjær, Esbjerg - 1979 Jens Jørn Bertelsen, Esbjerg - 1980 Lars Bastrup, AGF - 1981 Allan Hansen (2), Odense BK - 1982 Michael Laudrup, Brøndby - 1983 Morten Olsen, Anderlecht - 1984 Preben Elkjær Larsen, Verona - 1985 Michael Laudrup (2), Juventus - 1986 Morten Olsen (2), Köln - 1987 John 'Faxe' Jensen, Brøndby - 1988 Lars Olsen, Brøndby - 1989 Brian Laudrup, Brøndby/Bayer Uerdingen - 1990 Peter Schmeichel, Brøndby - 1991 Kim Vilfort, Brøndby - 1992 Brian Laudrup (2), Bayern München/Fiorentina | - 1993 Peter Schmeichel (2), Manchester United - 1994 Thomas Helveg, Udinese - 1995 Brian Laudrup (3), Rangers - 1996 Allan Nielsen, Brøndby/Tottenham Hotspur - 1997 Brian Laudrup (4), Rangers - 1998 Ebbe Sand, Brøndby - 1999 Peter Schmeichel (3), Manchester United - 2000 René Henriksen, Panathinaikos - 2001 Ebbe Sand (2), FC Schalke 04 - 2002 Jon Dahl Tomasson, Feyenoord/AC Milan - 2003 Morten Wieghorst, Brøndby - 2004 Jon Dahl Tomasson (2), AC Milan - 2005 Christian Poulsen, Schalke 04 - 2006 Christian Poulsen (2), Schalke 04/Sevilla - 2007 Daniel Agger, Liverpool FC - 2008 Martin Laursen, Aston Villa - 2009 Simon Kjær, US Palermo - 2010 William Kvist, FC Kopenhagen - 2011 William Kvist (2), VfB Stuttgart - 2012 Daniel Agger (2), Liverpool FC - 2013 Christian Eriksen, AFC Ajax/Tottenham Hotspur - 2014 Christian Eriksen (2), Tottenham Hotspur - 2015 Christian Eriksen (3), Tottenham Hotspur - 2016 Kasper Schmeichel, Leicester City - 2017 Christian Eriksen (4), Tottenham Hotspur - 2018 Christian Eriksen (5), Tottenham Hotspur - 2019 Kasper Schmeichel (2), Leicester City - 2020 Kasper Schmeichel (3), Leicester City |

## Dansk Fodbold Award
Sinds 2006 organiseert de Deense voetbalbond in samenwerking met tv-station TV2 ook een competitie voor Deens voetballer van het jaar.
Winnaars van deze prijs zijn:
| - 2006 Christian Poulsen, FC Schalke 04/Sevilla - 2007 Dennis Rommedahl, Ajax - 2008 Martin Laursen, Aston Villa - 2009 Nicklas Bendtner, Arsenal - 2010 Dennis Rommedahl (2), Ajax/Olympiakos Piraeus - 2011 Christian Eriksen, Ajax - 2012 Daniel Agger, Liverpool - 2013 Christian Eriksen, Tottenham Hotspur - 2014 Christian Eriksen, Tottenham Hotspur - 2015 Kasper Schmeichel, Leicester City - 2016 Kasper Schmeichel, Leicester City - 2017 Christian Eriksen, Tottenham Hotspur - 2018 Kasper Schmeichel, Leicester City - 2019 Kasper Schmeichel, Leicester City |

Azerbeidzjan · België (HLN · PL) · Bosnië-Herzegovina · Bulgarije · Denemarken · Duitsland · Engeland (PFA · FWA) · Estland · Finland · Frankrijk (FF · UNFP) · Georgië · Gibraltar · Griekenland · Hongarije · Ierland · Israël · Italië · Kazachstan · Kosovo · Kroatië · Letland · Liechtenstein · Litouwen · Luxemburg · Malta · Moldavië · Nederland · Noord-Macedonië · Noorwegen · Oekraïne · Oostenrijk · Polen · Portugal (CNID · PGB) · Roemenië · Rusland ("Futbol" · "Sport-Express") · Schotland (SPFA · SFWA) · Servië · Slowakije · Sovjet-Unie · Spanje (TADS · PDB · LFP) · Tsjechië (ČMFS · KSN) · Wit-Rusland · Zweden · Zwitserland